# Musée de l'érotisme

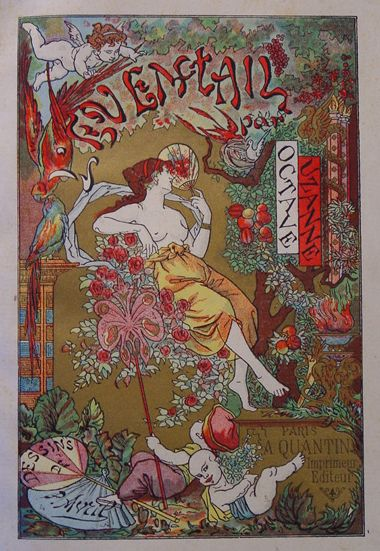
Paul Avril, couverture de L'Éventail d'Octave Uzanne (1882).

Un musée de l'érotisme est un musée consacré à l'expression de l'érotisme sous forme artistique. Différentes formes d'arts peuvent y être représentées, notamment la peinture et la sculpture. On peut aussi y trouver des jouets sexuels et des documents concernant l'histoire de l'érotisme. La part consacrée au fétichisme varie grandement d'un musée à l'autre. Certains de ces musées sont appelés musées du sexe (comme à New York, à Bombay et en Chine). 
Au Japon, ils s'appellent souvent musées des trésors secrets (hiho kan). Ils étaient normalement fondés dans les villes d'eaux thermales et populaires dans les années 1970, mais beaucoup ont été fermés jusqu'aux années 1980 en raison de la décroissance des voyages domestiques en groupe et du changement du goût de la population. 

## Liste par continent

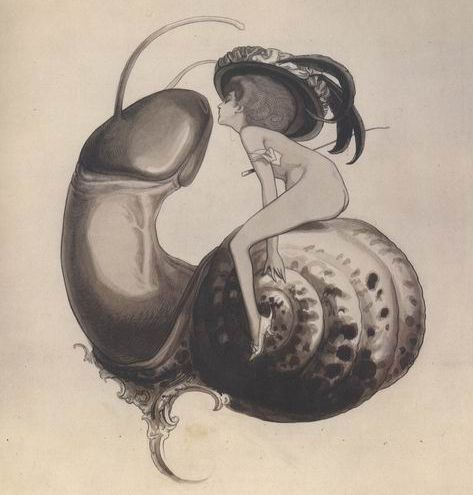
Franz von Bayros, Ex libris.

### Amériques
- Hollywood (ouvert en 2004).
- New York (ouvert en 2002).
- World Erotic Art Museum, Miami.

### Asie-Pacifique
- Bombay (ouvert en 2002).
- Séoul (ouvert en 2003).
- Shanghai (ouvert en 1999, déplacé en banlieue en 2001 puis en 2004 à Tongli).
- Atami.
- Nikko.
- Kinugawa.
- Ikaho.

### Europe

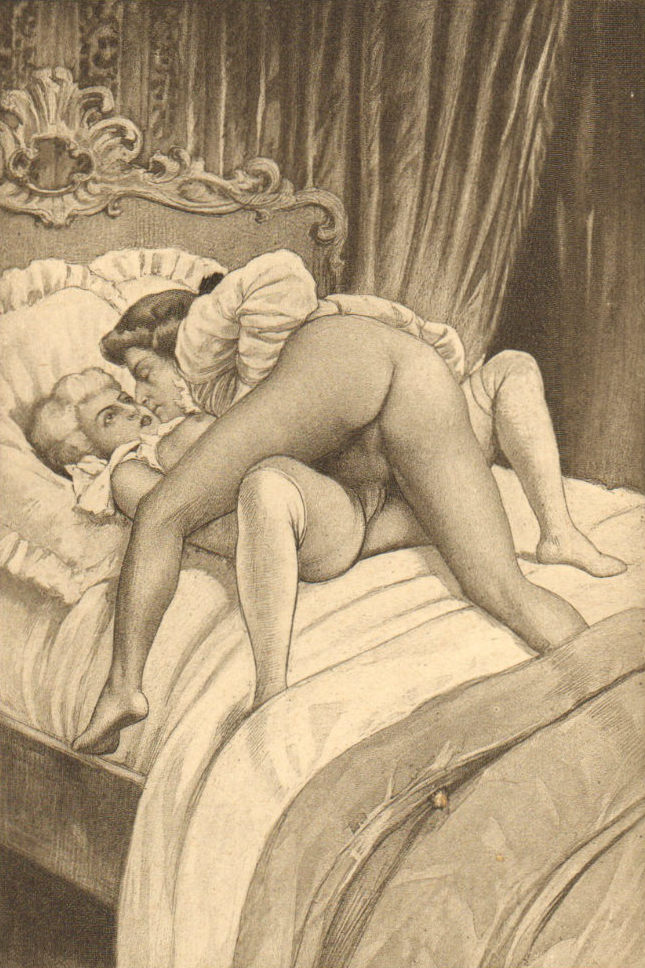
Paul Avril, Charles et Fanny, planche XII (1907).

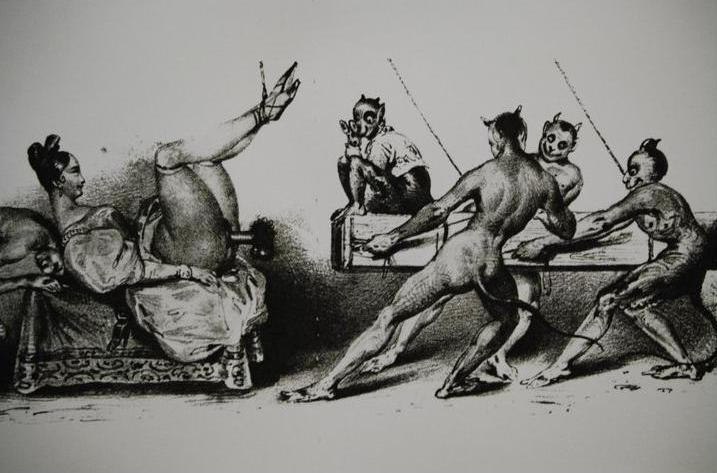
Eugène Lepoittevin, Diableries (1832).

- Amsterdam (deux musées dont l'un ouvert en 1985, le plus ancien des musées de l'érotisme).
- Barcelone (ouvert en 1996).
- Bruxelles (ouvert en 2012).
- Copenhague (ouvert en 1993).
- Dresde.
- Berlin (Beate Uhse Erotik-Museum).
- Hambourg (ouvert en 1992).
- Le musée archéologique de Naples a ouvert une section d'art érotique en 2000.
- Paris (ouvert en 1997 et fermé en 2016).
- Saint-Pétersbourg (ouvert en 2013).
- Varsovie (ouvert en 2011 et fermé en 2012).
- Venise (ouvert en 2006 et fermé en 2007).

## Autres
- Prague abrite le SexMachinesMuseum qui présente une grande collection de jouets érotiques. Il ne s'agit cependant pas vraiment d'un musée de l'érotisme et semble plutôt tourné vers la pornographie.
- Un musée de l'érotisme ouvert à Canberra en 2001 a fermé en 2003.